# Przekrój kumulacyjny
Przekrój kumulacyjny – metoda dokumentacji warstw archeologicznych polegająca na eksploracji warstwy do wybranej dla potrzeb dokumentacji linii. Wzdłuż linii rysowany jest przekrój, po czym eksploracja postępuje dalej. Przy odsłanianiu kolejnej warstwy dorysowywany jest fragment przekroju. Metoda ta stanowi połączenie całościowej obserwacji stanowiska archeologicznego z obserwacją i dokumentacją w pionie.